# Mycalesis mystes
Mycalesis mystes är en fjärilsart som beskrevs av De Nicéville 1891. Mycalesis mystes ingår i släktet Mycalesis och familjen praktfjärilar. Inga underarter finns listade i Catalogue of Life.